# 王信田
王信田（1935年6月—），男，汉族，辽宁锦县人，中华人民共和国政治人物，曾任海南省人大常委会副主任，第九届全国人大代表。